# 시오노기 제약
시오노기 제약 주식회사(일본어: 塩野義製薬株式会社, しおのぎせいやく)는 오사카부 오사카시 주오구 도쇼마치에 본사를 둔 일본의 대형 제약 기업이며, 의약품을 주로하는 제약 기업이다.

## 개요
2017년 7월 시점의 시가 총액은 다케다 약품공업, 아스테라스 제약 등에 이어 의약품 분야에서 5위이다.
닛케이 225, JPX 닛케이 지수 400 구성 종목이다.